# Gasthaus Zur Sonne (Merkendorf)
Das Gasthaus Zur Sonne ist ein zweigeschossiger traufständiger gelb verputzter Satteldachbau in der Hauptstraße 6 in Merkendorf im Fränkischen Seenland (Mittelfranken) und steht unter Denkmalschutz.

## Bau
Das Gebäude wurde Anfang des 18. Jahrhunderts erbaut und weist im Obergeschoss Fachwerkverstrebungen auf. Neben dem Gasthaus beherbergt das Gebäude eine Metzgerei.